# 熊本城稲荷神社
熊本城稲荷神社（くまもとじょういなりじんじゃ）は、熊本県熊本市にある神社。通称「白髭さん」。
熊本城東側の市街地付近に位置し、北隣に熊本大神宮がある。本殿の背後には熊本城本丸の石垣がそびえている。

## 祭神
- 白髭大明神（生活守護の神）
- 緋衣大明神（火伏・学業・芸能の神）
- 玉姫大明神（良縁・縁結びの神）
- 通力大明神（金運・勝負の神）
- 辰巳大明神（安産の神）
- 猿田彦大神（開運・交通安全の神）
- 子安大明神（子育ての神）
- 白菊大明神（商売繁昌の神）
- 貞広大明神（土木・建築の神）
- 源作大明神（五穀豊穣の神）

など

## 由緒
加藤清正が天正16年（1588年）に肥後国（現在の熊本県）へ入国するに当たり、居城となる熊本城の守護神として稲荷神を勧請したことに始まる。以後、生活の守護神として熊本市民の崇敬を集めている。

## 祭り
- 初午大祭（2月最初の午の日）

## 交通
- 熊本市電A系統・B系統 熊本城・市役所前電停または通町筋電停から北西へ約150m。
- 熊本都市バス・九州産交バス 市役所前バス停（京町方面）下車すぐ。
  - 熊本電鉄バス、熊本バスのバス停も近くにある。

## 関連図書
- 熊本日日新聞編纂『熊本県大百科事典』熊本日日新聞社、1982年、60頁
- 高木盛義『くまもと史跡散歩』熊本新評社、1982年、180-182頁